# Opsilia aspericollis
Opsilia aspericollis là một loài bọ cánh cứng trong họ Cerambycidae.